# Nguyễn Cao Kỳ Duyên
Cette page contient des caractères spéciaux ou non latins. S’ils s’affichent mal (▯, ?, etc.), consultez la page d’aide Unicode.
Nguyễn Cao Kỳ Duyên, née le 30 juin 1965 est une chanteuse, auteure-compositrice et MC viêtnamo-américaine, co-animant notamment la série Paris by Night.

## Biographie
Elle apprend le piano dès l'âge de 5 ans. De 13 à 19 ans, elle a appris la théorie musicale et la formation vocale. Elle a fait ses débuts en tant qu'animatrice au concours Miss Ao Dai à Long Beach, en Californie. En 1984, elle a enregistré son premier CD de musique au studio Tung Giang. En 1985, elle fait ses débuts en tant que chanteuse à Seattle, dans l'État de Washington, mais son premier enregistrement a lieu en 1993 pour le Hollywood Night Center. Elle se produit souvent à Las Vegas, en Californie, et à Paris.
Elle est sacrée Miss Viêt Nam 2014, remportant également le prix spécial de Miss Plage
Kỳ Duyên est actuellement maître de cérémonie pour la série Paris by Night de Thúy Nga Productions aux côtés de Nguyễn Ngọc Ngạn. Kỳ Duyên a partagé que lorsqu'elle a commencé sa carrière de MC, elle ne savait ni lire ni écrire en vietnamien, alors sa mère l'aidait à mémoriser ses lignes.